# Вартислав I Свецький
Вартислав I Свецький (*Warcisław I, бл. 1196/1197 — бл. 1230) — князь Померано-Свецький у 1220—1230 роках.

## Життєпис
Походив з династії Собіславичів. Другий син Мстівоя I, князя Східної Померанії, та Свініслави П'яст. Про молоді роки практично відсутні відомості. Після смерті батька у 1219 або 1220 році отримав частину володінь — князівства Свецьке і Любішевське. Визнав зверхність Лешека I Білого, верховного князя Польщі. Згодом брав участь у походах останнього.
Втім близько 1230 року (за іншими відомостями — 1233 року) Вартислав I з невідомих причин помирає. Його володіння розподілили між собою брати Святополк II Гданський, Ратибор Білоґардський та Самбор II.